# Melocactus sergipensis
Melocactus Sergipensis, coroa-de-frade branco ou cabeça-de-frade do litoral é um cacto endêmico do litoral do estado de Sergipe. O gênero Melocactus é encontrado apenas na América do Sul e América Central. O Melocactus sergipensis é a 23ª espécie do gênero encontrada no Brasil, num total de cerca de 40 espécies em todo o continente americano. 

## Descrição
Possui forma cilíndrica, com costelas bem acentuadas, com espinhos marrons numerosos levemente curvados para cima e com cerca de 2 a 3,5 cm. A principal característica da espécie é o cefálio de cor branca e o tamanho diminuto do espécime, chegando a no máximo 14,5 cm de diâmetro e 9,5 cm. Possui preferência por rochas graníticas localizadas próximas a ambientes úmidos. O Melocactus sergipensis também possui o número de auréolas reduzido, com menos de cinco aréolas por costela.

## Estado de conservação
A espécie encontra-se criticamente ameaçada de extinção. Calcula-se que haja menos de cem indivíduos dessa espécie e, segundo os pesquisadores, em péssimas condições de conservação do ambiente, com a localidade cercada por plantações. Os pesquisadores pretendem incluir a nova espécie no Plano de Ação Nacional de Conservação das Cactáceas Ameaçadas de Extinção, projeto financiado pelo Ministério do Meio Ambiente para cuidado dos cactos ameaçados em todo o Brasil.